# لطفي مشعور
لطفي كرم مشعور، (1947 - 22 يونيو 2006) صحفي فلسطيني بارزًا ومؤسسًا ورئيس تحرير صحيفة "الصنارة"، التي تُعد من أهم الصحف العربية في إسرائيل.
وُلد مشعور في بلدة الرامة في الجليل، ونشأ في فترة مليئة بالتحديات السياسية والاجتماعية التي أثرت بشكل كبير على تكوينه الفكري والمهني. بدأ مشواره الصحافي في السبعينيات وعمل على تطوير أسلوب صحافي يمزج بين التقنيات الصحفية الإسرائيلية، التي تُعرف بالتركيز على الإثارة والقصص الاستقصائية، وبين التقاليد الصحفية العربية التي تعنى بالتحليل العميق للقضايا الاجتماعية والسياسية.

## الحياة الشخصية
تزوج لطفي مشعور من فيدا مشعور، فلسطينية من بيت لحم، وكان لها دور كبير في مساندته في حياته المهنية والشخصية. أنجبا ابنتين، "يارا" و"فاريا"، اللتين شاركتا في إدارة مؤسسات والدهم الإعلامية بعد وفاته. استمرت الأسرة في الحفاظ على إرث لطفي مشعور الإعلامي والإبداعي، حيث تولت فيدا مشعور دور رئيس تحرير "الصنارة" حتى وفاتها في عام 2023. حيث كانت تعمل زوجته فيدا مشعور معه بشكل وثيق في إدارة الصحيفة، وكان لها دور كبير في الحفاظ على استمرارية الصحيفة وتطورها على مر السنين. كما أن بناتهما يارا وفاريا شاركن في إدارة المؤسسة بعد وفاة والدتهما.

## النشأة والتعليم
ولد لطفي مشعور في عام 1947 في بلدة الرامة في الجليل، فلسطين خلال فترة الانتداب البريطاني. نشأ في عائلة تهتم بالتعليم والثقافة، مما ساهم في بناء شغفه بالقراءة والكتابة منذ سن مبكرة. تلقى تعليمه الثانوي في "جمناسيا كرميه" بالقدس لمؤسسها اسحاق بن تسفي ، التي كانت تقع في مبنى مدرسة "أليانس"، والتي أصبحت فيما بعد مدرسة "رينيه كاسين". أظهر لطفي منذ صغره اهتمامًا خاصًا بالصحافة والإعلام. لاحقًا، أكمل دراسته الجامعية في جامعة حيفا حيث حصل على درجة البكالوريوس في الاقتصاد، وتابع دراسته في الصحافة في كلية بتل أبيب، مما مهد له الطريق للولوج إلى عالم الصحافة بشكل احترافي.

## المسيرة المهنية
بدأ مشعور مسيرته الصحافية كمراسل لصحيفة "المرصاد" الناطقة باللغة العربية، التابعة لحزب "ماباي" الإسرائيلي اليساري. هذه الفترة كانت بداية تأسيس مشعور لأسلوبه الخاص في الصحافة، حيث اكتسب خبرة في التعامل مع القضايا السياسية والاجتماعية الحساسة. لاحقًا، عمل كمراسل لصحيفة "هاعولام هزيه"، التي كانت معروفة بأسلوبها النقدي والجريء، وهو ما ساعده على تعزيز مهاراته في الصحافة الاستقصائية.
في عام 1970، أسس مشعور مكتبًا للدعاية والنشر في الناصرة، والذي كان يُعتبر الأول من نوعه في عرب 48. كان هذا المكتب يقدم خدمات دعائية لشركات تجارية وأحزاب سياسية إسرائيلية، مما ساعده على بناء شبكة واسعة من العلاقات المهنية. لكن إسهامه الأبرز كان في عام 1983 عندما أسس صحيفة "الصنارة"، التي كانت نقطة تحول في الإعلام العربي في إسرائيل. أصبحت "الصنارة" بسرعة واحدة من أكثر الصحف تأثيرًا في المجتمع العربي داخل إسرائيل، حيث جمعت بين أسلوب الصحافة الإسرائيلية المعروف بالإثارة وتجربة الصحافة المحلية لفلسطينيي الداخل وكانت الصحيفة بمثابة ثورة في الصحافة العربية داخل إسرائيل، حيث ساهمت في تقديم صوت جديد وشجاع للمجتمع العربي الفلسطيني داخل الخط الأخضر. أصبحت "الصنارة" خلال فترة وجيزة منبرًا هامًا للنقاش السياسي والاجتماعي، وساهمت في تسليط الضوء على قضايا فلسطينيي الداخل، التي كانت غالبًا ما تُهمش في الإعلام الإسرائيلي السائد. هذا الأسلوب أثار انتقادات واسعة من جهات محافظة وكذلك من الأحزاب السياسية القائمة، خاصة الحزب الشيوعي الإسرائيلي وحزب "بلد" بالإضافة الى ذلك دخل مشعور في نزاعات قانونية مع الحزب الشيوعي بسبب تقارير نشرتها "الصنارة" وانتقدت قيادة الحزب وأداء بلدية الناصرة تحت قيادة توفيق زياد. النزاع القانوني انتهى بفوز مشعور وتعويض مالي كبير من الحزب الشيوعي.
لعب مشعور دورًا حاسمًا في تطوير الإعلام العربي الفلسطيني داخل إسرائيل من خلال إدخال مفاهيم جديدة في العمل الصحافي، مثل الاستقلالية الإعلامية والجرأة في معالجة المواضيع الحساسة. لم يكن مشعور مجرد صحافي، بل كان أيضًا ناشطًا سياسيًا واجتماعيًا، استخدم منصته الإعلامية للدفاع عن حقوق الفلسطينيين في إسرائيل ولتعزيز الحوار بين العرب واليهود.
في البداية، كانت عملية إعداد الصحيفة تتطلب جهدًا كبيرًا، حيث كان يتم صف الحروف وإلصاق المقالات يدويًا. كان لطفي مشعور دقيقًا جدًا في عمله، لدرجة أنه كان يعيد الصف والإلصاق عدة مرات حتى يصل إلى النتيجة المرضية , لطفي مشعور من أوائل من أدركوا أهمية الإعلام في تشكيل الهوية الوطنية والحفاظ عليها، ولذلك كان حريصًا على أن تكون صحيفته منبرًا يعبر عن آمال وتطلعات المجتمع العربي، ويطرح قضاياه بشفافية وموضوعية. تميز مشعور بقدرته على دمج أساليب الصحافة الإسرائيلية السريعة والإخبارية مع العمق والتحليل الذي يميز الصحافة العربية، مما جعل من "الصنارة" نموذجًا فريدًا في المشهد الإعلامي الإسرائيلي.
إلى جانب ذلك، قدم مشعور فقرات إذاعية في "كول إسرائيل" باللغة العربية، ومحطات أخرى مثل "جلتساهل" والقناة الثانية، مما جعله صوتًا مؤثرًا ليس فقط من خلال الصحافة المكتوبة ولكن أيضًا من خلال وسائل الإعلام المسموعة والمرئية. في عام 2000، أسس مجلة "ليلك"، التي كانت أول مجلة نسائية شهرية في المجتمع العربي في إسرائيل، مما يعكس اهتمامه بتوسيع نطاق الإعلام العربي ليشمل قضايا النساء والمجتمع.

## النشاطات السياسية والاجتماعية
لم يقتصر دور لطفي مشعور على الصحافة فقط، بل كان ناشطًا سياسيًا واجتماعيًا بارزًا. في عام 2000، أسس محطة "راديو 2000"، التي كانت أول محطة إذاعية خاصة في المجتمع العربي في إسرائيل. كانت المحطة جزءًا من جهوده لتعزيز الصوت العربي في وسائل الإعلام وتقديم منصة للمجتمع العربي للتعبير عن آرائه.
في عام 2004، دُعي مشعور لمرافقة الرئيس الإسرائيلي موشيه كتساف في زيارة رسمية إلى فرنسا كصحفي. خلال مغادرته من مطار بن غوريون، تعرض مشعور لفحص أمني اعتبره مهينًا، وهو ما دفعه إلى إلغاء رحلته احتجاجًا على المعاملة التي تعرض لها. أثار هذا الحدث جدلًا كبيرًا، مما أدى إلى اعتذار رسمي من الرئيس الإسرائيلي ورئيس الشاباك.

## الوفاة والإرث
توفي لطفي مشعور في 22 يونيو 2006 بعد صراع مع مرض السرطان استمر لمدة أربعة أشهر. وفاته شكلت خسارة كبيرة للمجتمع العربي وللصحافة في إسرائيل. بعد وفاته، تولت زوجته فيدا مشعور رئاسة تحرير صحيفة "الصنارة"، واستمرت في إدارتها حتى وفاتها في عام 2023. تم دفنه في مسقط رأسه في بلدة الرامة، حيث وُلد ونشأ.لطفي مشعور ترك وراءه إرثًا إعلاميًا كبيرًا من خلال المؤسسات الصحافية التي أسسها، والتي تستمر في التأثير على المجتمع العربي في إسرائيل. رفضت أسرته بيع الصحيفة بعد وفاته، واستمرت في إدارتها بنجاح، مما يعكس الروح التي غرسها مشعور في عائلته وإصرارهم على مواصلة مشواره الإعلامي.

## روابط خارجية
موقع صحيفة الصنارة